# Масенко Лариса Терентіївна
Лари́са Тере́нтіївна Масе́нко (нар.14 листопада 1942, с. Безім'яне, тепер Енгельського муніципального району Саратовської обл. Російської Федерації) — українська мовознавиця, докторка філологічних наук (з 2006), професорка (з 2007), академік АН ВШ України (2010). Професорка кафедри української мови Національного університету «Києво-Могилянська академія» і провідна наукова співробітниця Інституту української мови НАН України. Почесна професорка Київського університету імені Бориса Грінченка (2016). Членкиня Всеукраїнського товариства «Просвіта» (з 1996), комісії з української мови науково-методичної ради Міністерства освіти і науки України (з 2004) та експертної ради ВАК України (з 2008). Фахівчиня у галузі соціолінгвістики, історії української літературної мови, стилістики, ономастики. Дружина художника Андрія Німенка, мати художника Максима Німенка.

## Життєпис
Народилася 14 листопада 1942 року в селі Безім'яне Саратовської області у сім'ї поета Тереня Масенка, який тоді працював репортером радіостанції імені Тараса Шевченка у місті Саратов, куди родину евакуювали з Харкова під час Другої світової війни. 
1959 році закінчила Київську середню школу № 52. У 1959—1964 роках навчалася на філологічному факультеті (відділення української мови та літератури) Київського державного університету ім. Т. Шевченка.
У 1964—1991 роках працювала в Інституті мовознавства ім. О. О. Потебні АН УРСР на посадах: лаборантка, молодша наукова співробітниця, старша наукова співробітниця (відділ теорії та історії української мови, відділ культури мови).
1972 року Кандидатка філологічних наук, захистила кандидатську дисертацію «Гідронімія басейну Південного Бугу».
У 1991—1996 роках — старша наукова співробітниця Інституту української мови НАН України (відділ теорії мовної комунікації та соціолінгвістики). Згодом перейшла на викладацьку роботу. З 1996 р. — доцентка кафедри сучасної української мови Київського національного університету ім. Т. Шевченка. З серпня 2001 року — у Національному університеті «Києво-Могилянська академія», завідувачка кафедри української мови (2001—2010), з 2010 року — професорка цієї кафедри.
2005 року захистила докторську дисертацію «Українська мова в соціолінгвістичному аспекті».
Особисту бібліотеку з 2015 року передає Науковій бібліотеці НаУКМА.

## Наукова діяльність
Авторка праць із гідронімії України, співукладач «Словника гідронімів України» (1979) та «Етимологічного словника літописних географічних назв Південної Русі» (1985). Має публікації з історії української літературної мови, поетики та мови класиків української літератури (Тарас Шевченко, Леся Українка, Григір Тютюнник) та сучасних письменників (Іван Драч, Валерій Шевчук, Оксана Забужко, Юрій Андрухович). У цих працях поєднує мовознавчий аналіз із літературознавчим, розкриває образний потенціал слова, проникаючи в глибинну структуру художнього тексту. Упорядник і авторка вступних статей до видань спадщини видатних українських мовознавців (Павло Житецький, Юрій Шевельов).
Починаючи з кінця 1980-х років активно опрацьовує соціолінгвістичну проблематику. Вивчає мовну ситуацію України, функціонування й стан сучасної української мови за умов масового українсько-російського білінгвізму, побутування мішаних форм мовлення. У її працях започатковано соціолінгвістичне обстеження Києва. Зокрема, визначено демографічну й комунікативну потужність української та російської мов у різних сферах міського життя, досліджено ставлення киян до обох мов і ступінь конфліктності міжмовних стосунків.
Досліджує специфіку радянської мовної політики в Україні та її наслідки, зокрема практику втручання партійних органів СРСР у внутрішній розвиток української мови. На підставі численних документів показала, що це втручання було спрямоване на штучне зближення української мови з російською й мало на меті подальшу ліквідацію української мови як незалежного мовного утворення.
Як провідна українська соціолінгвістка і експертка із питань мовної політики постійно виступає в засобах масової інформації з актуальних питань мовного життя України. Прагне донести до широкого загалу усвідомлення визначальної ролі української мови в розбудові суверенної держави. Привертає увагу громадськості до загроз, спричинених недосконалістю мовного законодавства, браком державної мовної політики та хибними кроками влади в розв'язанні проблем двомовного суспільства.
Бібліографія дослідниці налічує понад 300 публікацій. Учасниця багатьох українських і міжнародних наукових конференцій. Підготувала вісьмох кандидатів наук, науковий консультант двох докторських дисертацій. Створила свою школу соціолінгвістики.

## Громадська активність
- з 1996 — Член Всеукраїнського товариства «Просвіта».
- з 1996 — Член Товариства української мови Київського національного університету ім. Т. Шевченка.

## Відзнаки та нагороди
- Друге місце у номінації Політлікнеп книги «Мова і політика» Першої Всеукраїнської рейтингової акції «Книжка року 1999».
- Номінаційний сертифікат Шостої Всеукраїнської рейтингової акції «Книжка року 2004»; «Мова і суспільство: Постколоніальний вимір» — у короткому списку номінації Політлікнеп.
- Лауреатка Всеукраїнської премії імені Бориса Грінченка (2005).
- Лауреатка премії імені Олекси Гірника (2009).
- Лауреатка премії імені Василя Стуса (2010).
- Лауреатка премії імені Петра Могили (2010) [4].
- Лауреатка премії імені Дмитра Нитченка (2017)[5].

## Публікації

### Монографії, словники
- Власні назви і відтопонімічні утворення Інгуло-Бузького Межиріччя. — К. : Наук. думка, 1977. — 192 с. (співавтор).
- Гідронімія Східного Поділля. — К. : Наук. думка, 1979. — 195 с.
- Словник гідронімів України. — К. : Наук. думка, 1979. — 435 с. (співукладач)
- Складні питання сучасного українського правопису. — К. : Наук. думка, 1980 (співавтор).
- Гідронімія України в її міжмовних і міждіалектних зв'язках. — К. : Наук. думка, 1981 (співавтор).
- Історія української мови. Лексикологія та фразеологія. — К. : Наук. думка, 1983 (співавтор).
- Етимологічний словник літописних географічних назв Південної Русі. — К. : Наук. думка, 1985 (співукладач).
- Жанри і стилі в історії української літературної мови. — К. : Наук. думка, 1989 (співавтор).
- Культура української мови: Довідник. — К. : Либідь, 1990. — 303 с. (співавтор).
- Українські імена і прізвища. — К. : Т-во «Знання» УРСР, 1990. — 48 с.
- Мова і політика. — 1-е вид. — К. : Соняшник, 1999. — 100 с.[6]
- Мовна ситуація Києва: День сьогоднішній та прийдешній. — К. : Видавництво: «КМ Академія», 2001. — 92 с. ISBN: 966-518-128-9
- У вавилонському полоні: Теми національної та соціальної неволі у драматургії Лесі Українки. — К. : Соняшник, 2002. — 152 с.
- Мова і суспільство: Постколоніальний вимір. — К. : Видавн. дім «КМ Академія», 2004. — 164 с.[7]
- Мова і політика. — 2-ге вид., доп. — К. : Соняшник, 2004. — 120 с.[6]
- Українська мова у ХХ сторіччі: історія лінгвоциду [Архівовано 15 лютого 2018 у Wayback Machine.]. — К. : Видавн. дім «КМ Академія», 2005. — 399 с. (співавтор)[8]
- Українська мова в соціолінгвістичному аспекті. — Київ: Видавничий дім «Києво-Могилянська академія», 2005.
- (У)мовна (У)країна. — К. : Темпора, 2008. — 88 с.
- Język i społeczeństwo: wymiar postkolonialny / Przekł. i red. nauk. A. Bracki. — Gdańsk: Wyd-wo Uniwersytetu Gdańskiego, 2008. — 195 s.
- Нариси з соціолінгвістики. — К. : Видавн. дім «КМ Академія», 2010. — 243 с.
- Суржик: між мовою і «язиком». — К. : Видавн. дім «КМ Академія», 2011. — 135 с.
- Język i polityka / Przekł. i red. nauk. A. Bracki. — Gdańsk: Athenae Gedanenses, 2012. — 173 s.
- Мова радянського тоталітаризму.[9][10] — К. : ТОВ «Видавництво „КЛІО“», 2017. — 240 с. — ISBN 9786177023622.
- Суржик: між мовою і «язиком». — 2-ге вид., зі змінами і допов. — К. : Видавн. дім «КМ Академія», 2019. — 232 с.
- Конфлікт мов та ідентичностей у пострадянській Україні. — К. : ТОВ «Видавництво „КЛІО“», 2020. — 176 c. — ISBN 978-617-7755-14-1.
- Образне слово в художньому тексті. — К.: Бібліотечка «Дивослова», 2021. — 64 c.

### Упорядник, автор вступних статей
- Земна нев'януча краса (Українська пейзажна лірика). — К. : Дніпро, 1986.
- Житецький П. Г. Вибрані праці. Філологія. — К. : Наук. думка, 1987.
- Підмогильний В., Плужник Є. «Російсько-український фразеологічний словник. Фразеологія ділової мови». — К. : УКСП «Кобза», 1993. — 248 с.
- Соловей Д. Втрата орієнтиру: українська інтелігенція у визвольних змаганнях. — К. : Час, 1998. — 66 с.
- Шевельов Ю. В. Українська мова в першій половині двадцятого століття (1900—1941): Стан і статус. — Чернівці: Рута, 1998. — 207 с.
- Шевельов Ю. В. Портрети українських мовознавців. — К. : Видавн. дім «КМ Академія», 2002. — 132 с.
- Шевельов Ю. В. Вибрані праці: у 2 кн. — Кн. 1: Мовознавство. — К. : Видавн. дім «КМ Академія», 2008. — 584 с.
- Шевельов Ю. В. З історії незакінченої війни. — К. : Видавн. дім «КМ Академія», 2009. — 471 с.

### Статті останніх років
- До проблеми спадкоємності старої писемної традиції в новій українській літературній мові // Мовознавство. — 1995. — № 4—5. — С. 39—45.
- Визначальні мотиви «Польових досліджень з українського сексу» // Слово і час. — 1997. — № 2. — С. 28—31.
- Їхнє зло прийшло перед лице моє // Кур'єр Кривбасу. — 1998. — № 3. — С. 145—152.
- Читаючи «Спогади» Павла Скоропадського // Слово і час. — 1998. — № 12. — С. 70—75.
- Мова держави — мова влади // Урок української. — 1999. — № 4—5. — С. 7—10.
- Народна мова чи мовна патологія? // Урок української. — 1999. — № 7—8. — С. 14—17.
- «Щоденники» Сергія Єфремова як історичне й філологічне джерело // Дивослово. — 2000. — № 1. — С. 10—13.
- Цінне джерело // Урок української. — 2000. — № 1. — С. 20—23.
- «Не сійте зради на моїй землі» // Урок української. — 2000. — № 2. — С. 40—41.
- Пророк і фарисей // Урок української. — 2000. — № 3. — С. 39—44.
- Міф та реальність в оповіданні Валерія Шевчука «Самсон» // Українська мова та література. — 1999. — № 31.
- Образ Мазепи в поезії Шевченка і Пушкіна // Дивослово. — 2000. — № 12. — С. 8-11.
- Дослідження про українську літературну мову на Буковині // газ. Українська мова та література. — 2000. — № 47. — С. 1-2.
- У пошуках слова // газ. Українська мова та література. — 2001. — № 1. — С. 4-5.
- Чому загинули Гонтині діти? // газ. Українська мова та література. — 2001. — № 4. — С. 6-7. .
- Леся Українка про публіцистичний стиль // газ. Українська мова та література. — 2001. — № 6. — С. 3.
- Ні, правда для неї ніколи не була тільки словом // Урок української. — 2001. — № 2. т. C.4-7.
- У пошуках слова // Українська культура. — 2001. — № 3. — С. 10.
- «…Слово брехнею підбите…» (З приводу книжки О. Бузини) // Слово і час. — 2001. — № 3. — С. 54-60.
- Шевченко і Мазепа чи Пушкін і Петро? // Урок української. — 2001. — № 3. — С. 8-11.
- Чому загинули Гонтині діти? // Кур'єр Кривбасу. — 2001. — № 4. — С. 180—190.
- Мовно-культурна ситуація в Україні // Дивослово. — 2001. — № 10. — С. 7-11.
- Старі джерела нових проектів мовно-культурного розвитку України // Дивослово. — 2001. — № 11. — С. 9-13.
- Іржава логіка «желєзних» // Урок української. — 2002. — № 9.
- Мовна стійкість і мовна стабільність // Наукові записки НаУКМА. — 2002. — Т. 20: Філологічні науки. — С. 11-14.
- Соціопсихологічні чинники провалу мовно-культурної політики України // Український альманах 2002. — Варшава, 2002. — С. 95-100
- Стає маразмом «навіки разом» // Дивослово. — 2002. — № 1. — С. 8-9.
- Суржик як соціолінгвістичний феномен // Дивослово. — 2002. — № 3. — С. 11-13.
- Річ не просто в мовній проблемі. Річ у тенденції до розпаду єдиної держави за мовною ознакою // Віче. — 2003. — № 4. — С. 54-57.
- Юрій Шевельов — видатний український мовознавець // Дивослово. — 2003. — № 1. — С. 60-63.
- Слово писане — слово мовлене: Про книжно-писемні й усно-розмовні різновиди української літературної мови // Дивослово. — 2003. — № 2. — С. 22-24.
- Для цієї влади ми — безголоса меншість // Урок української. — 2003. — № 7. — С. 11-12.
- Свято мовознавства в Україні // Українська мова та література. — 2003. — № 18. — С. 3-4.
- До проблеми вульгаризації мови // Дивослово. — 2003. — № 6. — С. 20-21.
- Лінгвокультурологія і стратегія мовної політики в дослідженні Романа Кіся // Дивослово. — 2003. — № 12. — С. 12-15.
- Альтернативне мовознавство шістдесятників // Українська мова. — 2004. — № 2. — С. 25-38.
- Шевельов і Гончар. Здобутки і втрати українського літературознавства // газ. Українська мова та література. — 2004. — № 16. — С. 3-6.
- Доба українізації 20-х років 20 ст.: засади освітньої й культурної політики Миколи Скрипника // Дивослово. — 2004. — № 5. — С. 27-30.
- Мова і нація // Київський журналіст. — 2004. — № 1. — С. 17-24.
- Ми — нація, а не «малороси»! (Соціальна стратифікація української мови. Мовне середовище) // Столичний регіон. — 2004. — № 1. — С. 103—114.
- Наближаємось до ірландської моделі? Мовні законопроекти в світлі комсомольської правди // Віче. — 2005. — № 5. — С. 65-68.
- Рецепти толерантності від нетолерантної влади // Слово Просвіти. — 2004. — № 43. — С. 14.
- Суржик як соціолінгвістичний феномен. [Архівовано 14 квітня 2009 у Wayback Machine.] «Ї» № 35, 2004.
- Українська жаргонологія // Українська мова та література. — 2006. — № 38 (жовтень). — С. 3.
- Україна на переломі: національне і соціальне в повісті Тодося Осьмачки «Старший боярин» // Урок української. — 2006. — № 10. — С. 45-49.
- Стратегії культурного розлучення // Дивослово. — 2006. — № 11. — С. 44-46.
- Назва Помаранчевої революції в лінгвокультурологічному контексті // Урок української. — 2006. — № 7. — С. 31—34.
- Євразійський простір: погляд з України // Урок української. — 2007. — № 4. — С. 51-53.
- Українська соціолінгвістика: історія, стан, перспективи // Українська мова. — 2007. — № 1. — С. 3-19.
- Мовна гра в літературній антропонімії роману Юрія Андруховича «Дванадцять обручів» // Урок української. — 2007. — № 6. — С. 18—20.
- Суржик у системі розмовних форм побутування української мови // Дивослово. — 2007. — № 12. — С. 26—31.
- Одвічна сув'язь мови і ментальності // Дивослово. — 2007. — № 12. — С. 59—60.
- Чому загинули Гонтині діти? // Кур'єр Кривбасу. — 2001. — № 137. — С. 180—189.
- Мічена карта: «Європейська хартія регіональних або меншинних мов» у контексті українських реалій // Літературна Україна. — 2008. — 14 лютого. — С. 1, 3.
- Українська соціолінгвістика: вивчення проблем мовної політики // Українська мова. — 2008. — № 1. — С. 13-23.
- Мічена карта: «Європейська хартія регіональних або меншинних мов» у контексті українських реалій // Науковий світ. — 2008. — № 7. — С. 26-27.
- Повернення репресованих слів // Дивослово. — 2008. — № 12. — С. 59—60.
- Український пуризм: міф чи реальність? // Дивослово. — 2009. — № 7/8. — С. 48—51.
- Мовна історія України в дослідженнях австрійського славіста // Дивослово. — 2009. — № 12. — С. 57—59.
- На сторожі духовного спадку // Дивослово. — 2010. — № 1. — С. 41-47.
- Польський славіст про українсько-російську вербальну «дорогу навпростець» // Українська мова. — 2010. — № 4. — С. 149‒153.
- Суржик у сучасній художній літературі // Дивослово. — 2011. — № 4. — С. 25‒30.
- Соціорівні української мови в комунікативному просторі сучасного міста // Дивослово. — 2011. — № 6. — С. 34‒37.
- Нове періодичне видання з соціолінгвістики // Українська мова. — 2011. — № 4. — С. 117‒123.
- Сміхова культура як стратегія приниження мови в ситуації субординативного білінгвізму. Львівський національний університет ім. Івана Франка. Мова і суспільство. 2011. С. 93–100.
- «Код Лесі Українки» в художньому дискурсі Оксани Забужко // Київські полоністичні студії. — Т. ХІХ. — К. : Університет «Україна», 2012. — С. 187‒191.
- Типи мовної поведінки в сучасному слов'янському білінгвальному мегаполісі. Українські обрії: доповіді XV Міжнародного з'їзду славістів/НАН України, Укр. ком. славістів, Нац. б-ка України ім. ВІ Вернадського. — 2013. С. 173-196.
- Шляхетна природа людини [Архівовано 27 вересня 2018 у Wayback Machine.] // Дивослово. — 2013. — № 1. — С. 59‒63.
- Слово куркуль в історико-етимологічному та соціально-політичному аспектах. Національна академія наук України. Українська мова. 2015. С. 24‒37
- Концепт єдності в мові радянського тоталітаризму [Архівовано 1 грудня 2017 у Wayback Machine.] // Наукові записки НаУКМА. 2016. Том 189. Філологічні науки (Мовознавство). — С. 3‒6.

## У мережі
- Як «вилікувати» державну мову? [Архівовано 13 січня 2005 у Wayback Machine.]
- Мовний конфлікт: шляхи розв'язання [Архівовано 22 березня 2020 у Wayback Machine.]
- Троянський кінь державної двомовності [Архівовано 22 березня 2020 у Wayback Machine.]
- Мовний щит [Архівовано 22 березня 2011 у Wayback Machine.]
- Дві мови. Одна держава? [Архівовано 22 березня 2020 у Wayback Machine.]
- Коли не ведеться мовна політика в країні — це теж політика [Архівовано 13 листопада 2011 у Wayback Machine.]
- В Україні має бути українська мова [Архівовано 18 травня 2011 у Wayback Machine.]
- Законопроект «Про мови в Україні»: погляд лінгвіста
- Знищити гуманітарну ауру неможливо
- Синдром залежності [Архівовано 19 вересня 2012 у Wayback Machine.]
- «Думаю, що академічне середовище в Україні існує, але воно чи не найконсервативніше з-поміж усіх інших». [Архівовано 14 серпня 2014 у Wayback Machine.]
- «Те, що написано в підручнику — не істина в останній інстанції»
- Законотворче невігластво
- Мовна невизначеність — занепад держави
- Україна безбатченків [Архівовано 1 липня 2012 у Wayback Machine.]
- Етнічна арифметика [Архівовано 14 грудня 2011 у Wayback Machine.]
- Російська мова — це ланцюг, який прив'язує Україну до радянського минулого
- Двомовність по-білоруськи, або Мова та суверенітет
- Ціна компромісу [Архівовано 1 травня 2012 у Wayback Machine.]
- Яку мету насправді мають автори законопроекту [Архівовано 14 червня 2012 у Wayback Machine.]
- Війна мов. За ким перемога?
- Європейська хартія як інструмент розколу країни [Архівовано 28 жовтня 2012 у Wayback Machine.]
- Чому я пишу українською? Антоненко-Давидович про власний досвід формування мовної та національної свідомості [Архівовано 27 квітня 2012 у Wayback Machine.]
- Лариса Масенко: «Українська мова зберігає потужну креативну енергетику» [Архівовано 10 березня 2014 у Wayback Machine.]
- Масована пропаганда Кремля. Як створювали міф про «велику російську мову»?
- Лінгвоцидна стратегія Кремля: у Росії хочуть «регулювати норми української мови» аж до злиття